# 고센시
고센시(일본어: 五泉市)는 일본 니가타현 북부의 가에쓰(下越) 지방에 있는 시이다. 모란 꽃 재배와 메리야스 생산이 번성한다. 2006년 1월 1일에 인접하는 나카칸바라군(中蒲原郡) 무라마쓰정(村松町)과 통합하여 새로운 고센시가 발족하였다.

## 인접한 자치체
- 니가타시(아키하구)
- 아가노시
- 산조시
- 가모시
- 히가시칸바라군 아가정
- 미나미칸바라군 다가미정

## 역사
- 1954년 11월 3일 - 나카칸바라군 고센정, 스모토촌, 가와히가시촌 및 하시다촌 등 4개 정·촌이 합병하여 시로 승격, 고센시가 신설되었다.
- 1955년 3월 31일 - 고센시에 스가나촌의 일부가 편입되었다.
- 2006년 1월 1일 - 고센시, 나카칸바라군 무라마쓰정이 신설 합병해 새로운 고센시가 설치되었다.

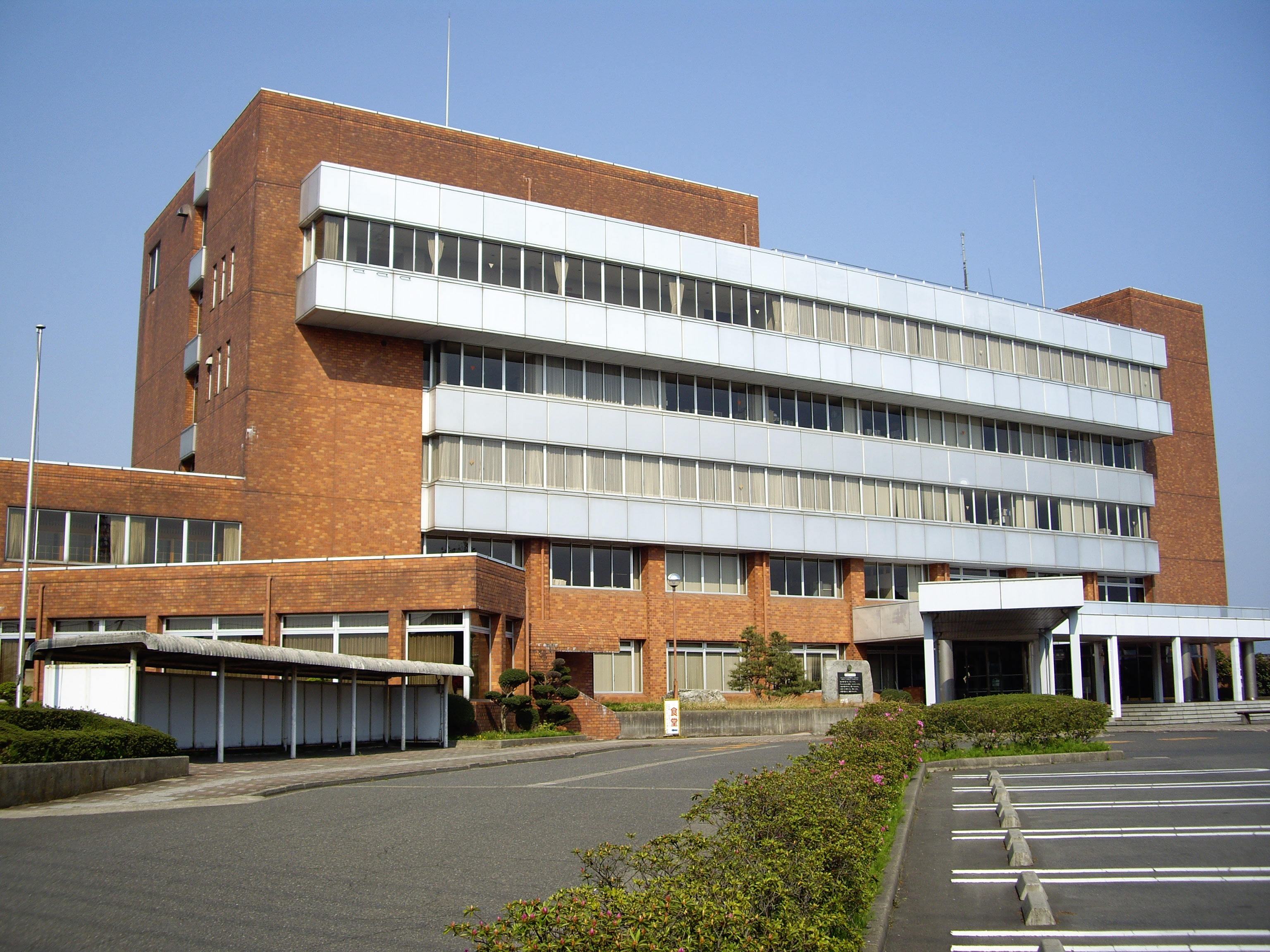
고센시청

## 교통

### 철도
- 동일본 여객철도 반에쓰사이선

### 도로
- 반에쓰 자동차도
- 국도 290호선

## 인구
| 연도 | 인구   | ±%     |
| ---- | ------ | ------ |
| 1970 | 62,038 | —      |
| 1980 | 62,516 | +0.8%  |
| 1990 | 61,289 | −2.0%  |
| 2000 | 58,820 | −4.0%  |
| 2010 | 54,550 | −7.3%  |
| 2020 | 47,625 | −12.7% |